# کاوایون ورونزه
کاوایون ورونزه (به ایتالیایی: Cavaion Veronese) یک کومونه در ایتالیا است که در استان ورونا واقع شده‌است. کاوایون ورونزه ۱۲٫۹ کیلومتر مربع مساحت و ۴٬۴۵۹ نفر جمعیت دارد و ۱۹۰ متر بالاتر از سطح دریا واقع شده‌است.

## خواهرخوانده
شهر باد آیبلینگ خواهرخواندهٔ کاوایون ورونزه هست.